# تخطيط الأزمات

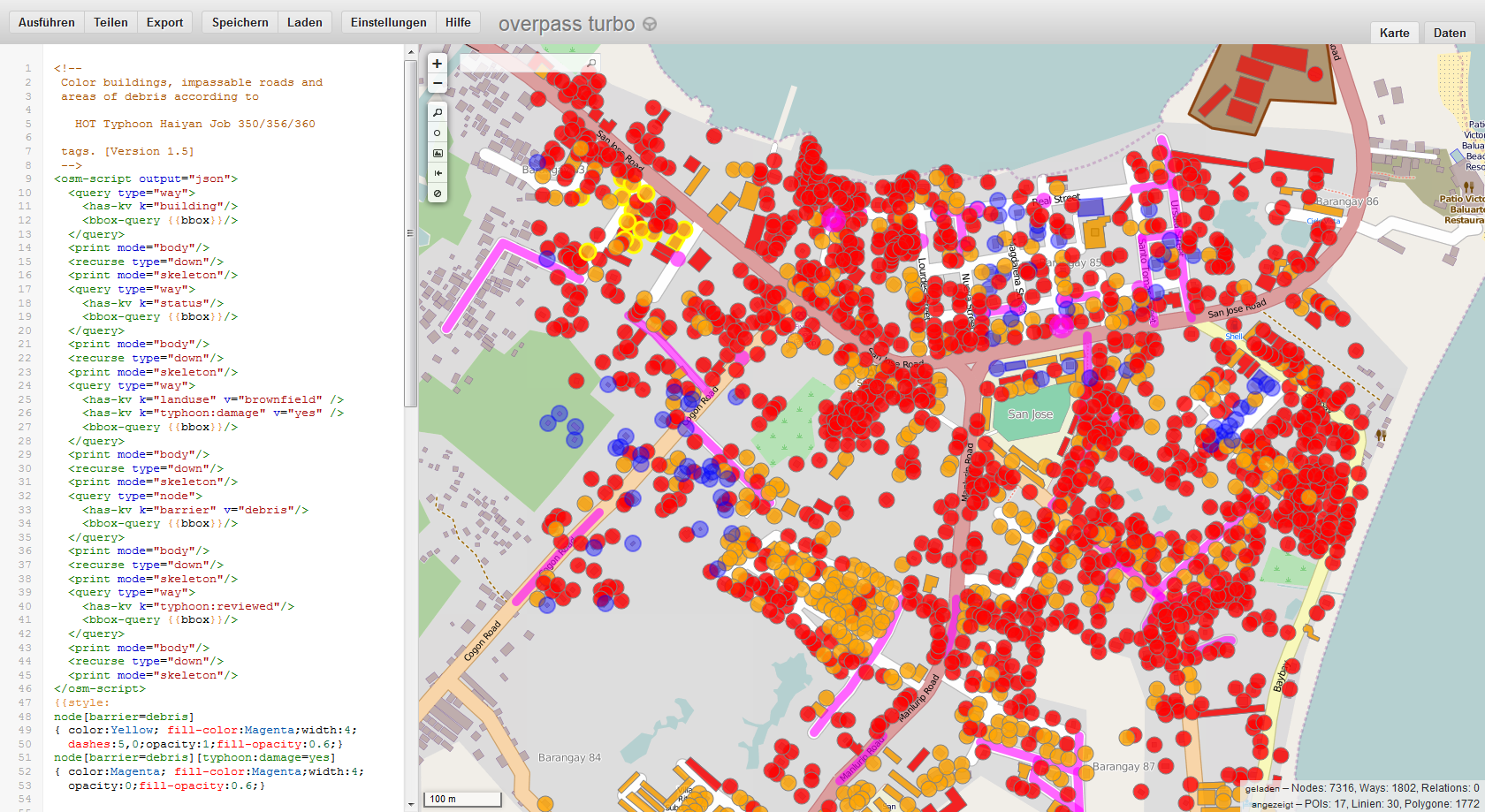

تخطيط الأزمات هو جمع البيانات وعرضها وتحليلها في الوقت الفعلي لوقوع الأزمة، التي عادة ما تكون كارثة طبيعية أو صراعًا اجتماعيًا أو سياسيًا (العنف والانتخابات، إلخ). ويسمح تخطيط الأزمات في العادة لعدد كبير من الأفراد، بما فيهم العامة والمستجيبون للأزمات، بالإسهام في المعلومات سواء عن بعد أو من موقع الأزمة نفسه. وميزة هذه الطريقة وأفضليتها على الطرق الأخرى هي أنها تعمل على زيادة الوعي بالموقف إذ يستطيع عامة الناس توصيل المعلومات وتحسين إدارة البيانات.
ويعمل مخططو الأزمات من خلال بيانات من مصادر متنوعة وتُنتج لأغراض متنوعة. وعلى هذا النحو، يوجد تداخل بسبب تضخم البيانات، والتنمية الدولية، والمشاركة المجتمعية.

## معلومات تاريخية
الحدث الرئيسي في تخطيط الأزمات كان زلزال هايتي 2010، الذي قتل وأصاب مئات الآلاف من البشر وأدى إلى إتلاف المنازل والبنية التحتية بشدة. وقد بدأ الناس الذين يريدون المساعدة في تخطيط البنية التحتية الأساسية، وخاصة في خريطة الشارع المفتوح، ثم أصبحوا بعد ذلك قادرين على عمل المزيد من التخطيط المفصل مع توفر موارد أفضل. ومنذ ذلك الحين يستخدم تخطيط الأزمات بطريقة أو بأخرى في كثير من الأزمات. وانضم متطوعون كثر أيضًا للمساعدة في استجابات البيانات للأزمات وبناء أدوات جديدة لتداول المعلومات لمخططي الأزمات والمستجيبين للأزمات ميدانيًا.
ومنذ عام 2010، قدم مخططو الأزمات تخطيطًا للأحداث في ليبيا (اللاجئين) واليابان (التعهد الجماعي ورصد الإشعاع الناتج بالنسبة إلى زلزال توهوكو وتسونامي 2011) وتشيلي (الاستجابة الإنسانية لزلزال تشيلي 2010) وباكستان (فيضانات باكستان 2010 وفيضانات 2011) والصومال (اللاجئين) وألاباما (هبوب الإعصار من 25-28 أبريل 2011) ومجموعات من الكوارث والأحداث الأصغر حول العالم.

## الأساليب المتبعة
يستفيد تخطيط الأزمات من تطبيقات الهاتف المحمول والتطبيقات المعتمدة على الشبكة والخرائط المشتركة وبيانات الأحداث التي مصدرها عموم الناس والتصوير الجوي وبالقمر الصناعي والبرامج الجغرافية المكانية والتصوير المتقدم والمحاكاة المباشرة والنماذج الإحصائية الحاسوبية لدعم التحذير المبكر الفعال للاستجابة السريعة للطوارئ الإنسانية المعقدة.
وعادة ما يكون مخططو الأزمات متطوعين، بمعنى أنهم يساهمون في العمل بدون أجر. وقد يكونون مخططين محترفين أو مطوري برامج أو محللي بيانات محترفين أو أفراد من عامة الناس. ونظرًا لأنه مجال جديد، فإن تخطيط الأزمات يعتمد على مهارات المستخدمين الحالية وليس على مهارات مجال محدد. ومع ذلك، فإن المهارات الجديدة غالبا ما تُكتسب أثناء عمليات «النشر» إذ يبنى تنظيم تخطيط الأزمات وواجهة المستخدم الخاصة به لبدء جمع البيانات.
وعادة ما يرمي أي مثال معين لتخطيط الأزمات إلى معالجة البيانات أو إنتاجها أو أي من الهدفين والتي قد تكون ذات قيمة وقت الأزمة. ومن أمثلة معالجة بيانات التقارير الإخبارية الخاصة بـتحديد الموقع الجغرافي، وتصنيف الرسائل النصية أو ترجمتها. ومن الشائع استخلاص البيانات من مواقع الوسائط الاجتماعية عن طريق كلمات أساسية خاصة بالأزمة. على سبيل المثال، من الممكن أن يشمل تخطيط الأزمات جمع التغريدات التي تكون بها علامة مربع مميزة. ومن أمثلة إنتاج البيانات توفير بيانات جغرافية من خلال «تتبع» المباني أو الطرق على الصور الجوية وتمييز معسكرات اللاجئين في الصور الجوية imagery.
وتسمى هذه الأنشطة في العادة تعهيدًا جماعيًا بدرجة أو بأخرى وتنسق عبر تطبيقات على الإنترنت. وغالبًا ما تستخدم برامج مخصصة، مثل تلك البرامج التي تعتمد على أوشاهيدي أو ساهانا. وتستخدم في بعض الأحيان أساليب «ميكانيكال تورك» لتقسيم المهام إلى شرائح صغيرة يمكن إكمالها سريعًا. وكثيرًا ما تستخدم البرامج التكنولوجية الاجتماعية على نحو متكرر مثل سكايب أو محرك جوجل.

## منظمات تخطيط الأزمات
مخططو الأزمات هم فرق من الأفراد على الإنترنت، عادة من المتطوعين، الذين يجمعون البيانات ويوفرونها عبر الإنترنت مباشرة للأشخاص المستجيبين والأشخاص الموجودين داخل مواقع الكوارث. ولجمع العمل وتنظيمه، شُكلت مجموعات لتنظيم المتطوعين في فرق لتنفيذ مهام معينة. ومن بين المنظمات الفعالة في تخطيط الأزمات المنظمات التالية:
- الشبكة الدولية لمخططي الأزمات
- منظمة تخطيط فريق العمل المستعد نسخة محفوظة 15 فبراير 2013 على موقع واي باك مشين.
- منظمة طريق الإنسانية
- منظمة كريسيز كومنز
- فريق خريطة الشارع المفتوح الإنساني
- ساهانا